# كأس رابطة الأندية الإنجليزية المحترفة 1997–98
كأس رابطة الأندية الإنجليزية المحترفة 1997–98 (بالإنجليزية: 1997–98 Football League Cup)‏ هو الموسم 38 من كأس رابطة الأندية الإنجليزية المحترفة. أشرف على تنظيمه الاتحاد الإنجليزي لكرة القدم، وكان عدد الأندية المشاركة فيه 92، وفاز فيه تشيلسي.